# Le Premier Cercle
Ne doit pas être confondu avec Le Premier Cercle, roman d'Alexandre Soljenitsyne, ni avec Premier Cercle, clubs des donateurs de l'UMP.
Pour plus de détails, voir Fiche technique et Distribution.
Le Premier Cercle est un film français réalisé par Laurent Tuel, et sorti en 2009.

## Synopsis
L'histoire du clan Malakian. À sa tête, un truand aussi virtuose que violent, Milo Malakian. Son fils Anton aspire à une autre existence, une vie où il pourrait aimer Elodie, pouvoir choisir. Mais c'est par le sang que se trace le Premier Cercle, et pour en sortir, Anton doit non seulement échapper à sa destinée mais aussi à celui qui a juré la perte de son père : l'inspecteur Saunier.

## Fiche technique
- Titre original : Le Premier Cercle
- Réalisation : Laurent Tuel
- Scénario : Laurent Tuel, Laurent Turner, Simon Moutaïrou
- Casting : Gérard Moulévrier
- Production : Christine Gozlan, Alain Terzian
- Pays de production :  France
- Date de sortie : France : 4 mars 2009

## Distribution
- Jean Reno : Milo Malakian
- Gaspard Ulliel : Anton Malakian
- Vahina Giocante : Elodie
- Sami Bouajila : L'inspecteur Saunier
- Isaac Sharry : Rudy
- Gisèle Casadesus : Madame Malakian
- Alberto Gimignani (it) : Emilio
- Eric Challier : Missak
- Julian Negulesco : Daniel
- Franco Trevisi (it) : Frank
- Albert Goldberg : Bedik
- Mirza Halilovic : Levon
- Vladimir Milivojevic : Aram
- Nicolas Bridet : Mirelli
- Tony Gaultier : Coutard
- Jean-Paul Zehnacker : Cazes
- Philippe Leroy-Beaulieu : Halami
- Michel Ferracci: patron de la discotheque

## Accueil
Ce 5e film du réalisateur n'a pas déplacé les foules : 280 571 spectateurs en France[réf. souhaitée].